# Eilema cucullatella
Eilema cucullatella är en fjärilsart som beskrevs av Max Wilhelm Karl Draudt 1914. Eilema cucullatella ingår i släktet Eilema och familjen björnspinnare. Inga underarter finns listade i Catalogue of Life.